# Nemërçka
Nemërçka-bjergene (albansk: Nemërçkë, græsk: Doúsko, Nemértsika or Aeropós Δούσκο, Νεμέρτσικα or Αεροπός) er en bjergkæde i det sydlige Albanien mellem Përmet og Gjirokastër, der strækker sig fra nordvestlig retning mod sydøst nær grænsen mellem Albanien og Grækenland. Geologisk, er Nemërçkë en kalkstens-flysch der danner en massiv antiklinal foldning beliggende ved gravsænkningen hvor Vjosë floden løber. Bjerget danner den sydlige del af bjergkæden Trëbëshinj - Dhëmbel -Nemërçka. Mod nord er Nemërçkë adskilt fra de albanske Pinsdus-bjerge ved Vjosë-floden. Bjergene er kendetegnet ved stejle klipper og skovklædte bjergskråninger. De østlige bjergsider falder mod Vjosë-floden, 2000 meter nede.
Nemërçka ligger i Pindus-bjergenes blandede skove terrestrisk økoregion af det palearktiske tempererede bredbladede og blandede skovbiom. Dens skove er kendt for at rumme europæisk bøg ( Fagus sylvatica ). Det er det sydligste punkt, hvor europæisk bøg kan findes i Albanien.
Den højeste top i bjergkæden er Maja e Papingut, (tidligere albansk: Maja e Dritës), der er 2.482 moh. og er med en primærfaktor på 1.792 moh. det 44. mest fremtrædende bjergtop i Europa. Andre toppe i Nemërçkë er Maja e Gatakut (2.269 moh), Maja e Qesarit (2.253 moh.) og Maja e Poliçanit (2.138 moh.) .